# Jerome James
Jerome Keith James (Tampa, 17 novembre 1975) è un ex cestista statunitense, professionista nella NBA e in Europa.

## Carriera
È stato selezionato dai Sacramento Kings al secondo giro del Draft NBA 1998 (36ª scelta assoluta).

## Palmarès
- YUBA liga: 1

Budućnost: 2000-01
- Coppa di Francia: 1

ASVEL: 2001